# Armenien i olympiska vinterspelen 1998
Armenien deltog i olympiska vinterspelen 1998. Armeniens trupp bestod av 7 idrottare varav fyra var män och tre var kvinnor. Den äldsta i Armeniens trupp var Arsen Harutiunjan (29 år, 342 dagar) och den yngsta var Maria Krasiltseva (16 år, 85 dagar).

## Resultat

### Alpin skidåkning
- Slalom herrar
  - Arsen Harutiunjan - 27

### Längdskidåkning
- 30 km damer
  - Alla Mikayelyan - 58

### Konståkning
- Par
  - Maria Krasiltseva och Aleksandr Chestnikh - 19
- Isdans
  - Ksenya Smetanenko och Samvel Gyozalyan - 24

### Freestyle
- Puckelpist herrar
  - Armen Rafayelyan - 19